# Carinaria pseudorugosa
Carinaria pseudorugosa is een slakkensoort uit de familie van de Carinariidae. De wetenschappelijke naam van de soort is voor het eerst geldig gepubliceerd in 1904 door Vayssière.